# Little by Little (오아시스의 노래)
〈Little by Little〉은 영국의 록 밴드 오아시스의 곡으로, 다섯 번째 스튜디오 음반인 《Heathen Chemistry》에서 6번째 트랙으로 처음 발매되었다. 2002년 9월, 이 밴드의 최초 (그리고 유일한) 더블 A-사이드 싱글로서 〈She Is Love〉로 발매되어 영국 싱글 차트 2위, 아일랜드 싱글 차트 9위에 올랐다. 〈Little by Little〉은 캐나디안 싱글 차트 2위, 이탈리아 5위에 올랐다. 노엘 갤러거는 두 곡의 리드 보컬을 제공하며, 작사/작곡도 했다.
이 노래의 뮤직 비디오는 로버트 칼라일의 게스트 역할을 특징으로 했다. 이 싱글의 커버 아트는 로버트 인디애나의 《LOVE》 삽화 시리즈에 대한 경의를 표하는 것이다.